# Golden Valley (Arizona)
Golden Valley es un lugar designado por el censo (en inglés, census-designated place, CDP) situado en el condado de Mohave, Arizona, Estados Unidos. Según el censo de 2020, tiene una población de 8801 habitantes.

## Geografía
La localidad está ubicada en las coordenadas 35°12′22″N 114°13′58″O / 35.20611, -114.23278. Según la Oficina del Censo, tiene una superficie de 203.95 km², correspondientes en su totalidad a tierra firme.

## Demografía
Según el censo de 2020, hay 8801 personas residiendo en la localidad. La densidad de población es de 43.15 hab./km². El 82.99% de los habitantes son blancos, el 1.82% son afroamericanos, el 1.14% son amerindios, el 0.95% son asiáticos, el 0.18% son isleños del Pacífico, el 4.15% son de otras razas y el 9.77% son de una mezcla de razas. Del total de la población, el 12.12% son hispanos o latinos de cualquier raza.